# Ernst Johansen
Ernst Johansen (født 26. september 1942 i København) er en dansk filminstruktør. Han er mest kendt for ungdomsfilmene La' os være (1975), Du er ikke alene (1978) og Krigernes børn (1979).
Johansen blev i marts 1981 idømt otte måneders fængsel for samleje med fire piger under femten år. I 1983 blev han dømt for at have forført en mindreårig pige til sex. Ifølge Ekstra Bladet havde Ernst Johansen lokket pigen til at gennemspille en forførelsesscene og posere nøgen, hvorefter han forførte hende til samleje.
I marts 2018 stod fem kvinder og tidligere børneskuespillere frem i TV 2-dokumentaren De misbrugte filmbørn med anklager om seksuelle overgreb begået af Ernst Johansen.